# What Just Happened? Storie amare dal fronte di Hollywood
What Just Happened? Storie amare dal fronte di Hollywood è un libro di memorie scritto dal produttore cinematografico hollywoodiano Art Linson pubblicato nel 2002.
Il libro copre un periodo di circa cinque anni dell'attività professionale dell'autore, dalla produzione del film L'urlo dell'odio (1997) a quella di Il colpo (2001). È la storia di una serie di fallimenti e insuccessi, raccontata con umorismo e autoironia.
Lo stesso Linson ha scritto e prodotto un film ispirato a queste esperienze, Disastro a Hollywood (2008), diretto da Barry Levinson, nel quale il ruolo di produttore è interpretato da Robert De Niro, attore la cui presenza è ricorrente nel libro.

## Trama
Il produttore Art Linson, i cui successi (su tutti Gli intoccabili del 1987) appartengono ormai ad un passato sempre più lontano, negli ultimi anni ha infilato un fallimento dietro l'altro e ormai teme che il suo tempo a Hollywood sia agli sgoccioli: «Guardiamo in faccia la realtà, il tempo stava per scadere. (...) Per me, produrre un film di successo era diventata un'impresa sempre più improbabile. E in questa città, dove tutto quel che è "nuovo" è migliore, sentivo che il buco nero del purgatorio di Hollywood mi aspettava a bocca spalancata.»
Durante una serie di incontri a pranzo con Jerry, ex uomo di potere di una major, detronizzato e fuori dal giro ormai da cinque anni, di fatto "morto" nell'ambiente, Art si può sfogare raccontando le sue ultime, sfortunate produzioni, una sorta di insolita terapia fa-da-te non tanto per imparare come sopravvivere a Hollywood, ma su come uscirne, sulla fine della carriera. 
Il racconto parte dalla conclusione del contratto con la Warner, con la produzione dell'«artisticamente interessante benché tristemente fallimentare» Voglia di ricominciare e l'inizio del lavoro su Heat - La sfida di Michael Mann, film poi effettivamente prodotto e distribuito, con successo, quando lui non lavora più per quella casa di produzione.
Assunto alla Fox, Linson porta avanti contemporaneamente due progetti, L'urlo dell'odio e Paradiso perduto, le cui riprese presentano problemi diversi ma il cui risultato commerciale è ugualmente negativo.
Sul set del primo, in Canada, il rapporto tra il regista neozelandese Lee Tamahori e uno dei protagonisti, Alec Baldwin, è compromesso fin dalla vigilia del primo ciak, quando regista e produttore costringono l'attore a tagliarsi la folta barba con cui si è presentato, che è del tutto inappropriata per il personaggio che deve interpretare e che lo fa sembrare persino più vecchio dell'antagonista, Anthony Hopkins.
Sul set del secondo, tra Florida e New York, le difficoltà nascono dalle divergenze di idee tra il regista messicano Alfonso Cuarón e lo sceneggiatore Mitch Glazer. Il risultato dei contrasti e della continua rielaborazione della sceneggiatura è un primo montaggio lacunoso che costringe Linson a coinvolgere lo sceneggiatore di fiducia David Mamet, autore degli Intoccabili, per dare continuità alla storia inserendo nuovi parti narrative.
Lo studio non interferisce nelle due produzioni, perché l'attenzione dei dirigenti è completamente concentrata sui costi esorbitanti e in continua crescita della lavorazione del kolossal Titanic, la cui uscita però annienta ogni possibilità per Paradiso perduto, distribuito nelle sale in seguito e incentrato su una scena clou pressoché identica: il giovane artista che ritrae nuda la ricca ragazza di cui è innamorato.
È invece addirittura idilliaca la produzione di Falso tracciato: un'idea perfetta per un mix tra dramma e commedia, il completo supporto dello studio, gli sceneggiatori ideali, un regista in ascesa, un cast di prim'ordine... ma l'ennesimo fiasco al box office, dominato in quel periodo da Matrix.
Nemmeno Fight Club, film di alto profilo che può valere un'intera annata per uno studio, diretto da uno dei più talentuosi registi del momento, a cui la Fox aveva affidato all'esordio la regia del terzo episodio del prezioso franchise di Alien e che aveva poi riscosso un grande successo internazionale con Seven, interpretato da un cast guidato dalla star Brad Pitt, si rivela il blockbuster sperato, anzi, dopo un'iniziale previsione di perdite notevoli rientra a malapena delle spese. Linson, pur ammettendo che scaricare la colpa su qualcun altro sia una prassi del mestiere da cui vorrebbe essere immune, attribuisce una sostanziale responsabilità ad una campagna di marketing sbagliata, realizzata da chi non aveva nemmeno capito le intenzioni del film.
L'ultimo film prodotto da Linson per la Fox è Sunset Strip, film a basso costo che viene proiettato, dopo lunghi rinvii, quand'ormai Linson non lavora più per la casa di produzione, in un solo cinema per un solo fine settimana, per garantirsi i diritti video e tv e limitare le perdite di una vera distribuzione. Un film simile per ambientazione, il mondo del rock degli anni settanta, ma più ambizioso per mezzi impiegati, Quasi famosi, scritto e diretto da Cameron Crowe, prodotto dalla DreamWorks, a causa della campagna pubblicitaria commisurata al budget finisce per perdere ben di più del piccolo Sunset Strip.
Dopo aver lasciato la Fox, Linson intraprende suo malgrado la strada della produzione indipendente, per realizzare Il colpo, diretto da David Mamet. Il finanziamento arriva dal libanese Elie Samaha, che ha fatto fortuna con i lavaggi a secco e che ha avuto altrettanta fortuna nel mondo del cinema producendo film rifiutati dalle major, prevendendoli all'estero per una cifra maggiore del loro costo, senza rischi, solo guadagni.

## Opere
- Art Linson, What Just Happened? Storie amare dal fronte di Hollywood, traduzione di Gaja Lombardi Cenciarelli, Edizioni e/o, 2007,  p. 195, ISBN 978-88-7641-768-9.